# Kim Song-sun
Kim Song-sun (japanisch 金 成純; * 31. Dezember 1995 in der Präfektur Aichi, Japan) ist ein nordkoreanischer Fußballspieler.

## Karriere

### Verein
Kim Song-sun lernte das Fußballspielen in den Schulmannschaften der Nagoya Secondary School und der Aichi Korea High School sowie in der Universitätsmannschaft der Korea University im  japanischen Kodaira. Seinen ersten Profivertrag unterschrieb er am 1. Februar 2018 beim FC Ryūkyū. Der Verein, der in der Präfektur Okinawa beheimatet ist, spielte in der dritten japanischen Liga. Ende 2018 feierte er mit dem Verein die Meisterschaft der dritten Liga sowie den Aufstieg in die zweite Liga. Nach insgesamt 24 Zweit- und Drittligaspielen wurde sein Vertrag nach der Saison 2019 nicht verlängert. Vom 1. Februar 2020 bis 31. Januar 2021 war er vertrags- und vereinslos. Am 1. Februar 2021 nahm ihn der Viertligist Nara Club unter Vertrag. Für den Verein aus Nara absolvierte er 15 Viertligaspiele. Nach der Saison wechselte er im Januar 2022 zum Ligakonkurrenten Veertien Mie.

### Nationalmannschaft
Kim Song-sun nahm 2015 mit der Nordkoreanischen U20-Nationalmannschaft an der U20-Weltmeisterschaft in Neuseeland teil. Hier kam er in den Gruppenspielen gegen Brasilien, Nigeria und Ungarn zum Einsatz. In der Gruppe E belegte man den letzten Platz. 2013 nahm er mit der Nordkoreanischen U23-Nationalmannschaft an der U23-Asienmeisterschaft in der Volksrepublik China teil. Hier kam er im Gruppenspiel gegen Japan zum Einsatz.

## Erfolge
FC Ryūkyū
- Japanischer Drittligameister: 2018